# Acleris rufana
Acleris rufana là một loài bướm đêm thuộc họ Tortricidae. Nó được tìm thấy ở miền bắc, trung và tây nam châu Âu qua miền nam Xibia tới vùng Viễn Đông Nga và Nhật Bản.
Sải cánh dài khoảng 19 mm. Con trưởng thành bay từ tháng 8 đến tháng 10. Cá thể trườn thành ngủ đông và xuất hiện lại vào mùa xuân.
Ấu trùng chủ yếu ăn Myrica gale, tuy nhiên cũng được ghi nhận trên các loài Salix.